# Langdon (Dakota del Norte)
Langdon es una ciudad ubicada en el condado de Cavalier en el estado estadounidense de Dakota del Norte. En el censo de 2010 tenía una población de 1878 habitantes y una densidad poblacional de 430,84 personas por km².

## Geografía
Langdon se encuentra ubicada en las coordenadas 48°45′46″N 98°22′24″O / 48.76278, -98.37333. Según la Oficina del Censo de los Estados Unidos, Langdon tiene una superficie total de 4.36 km², de la cual 4.28 km² corresponden a tierra firme y (1.9%) 0.08 km² es agua.

## Demografía
Según el censo de 2010, había 1878 personas residiendo en Langdon. La densidad de población era de 430,84 hab./km². De los 1878 habitantes, Langdon estaba compuesto por el 97.18% blancos, el 0.21% eran afroamericanos, el 0.69% eran amerindios, el 0.21% eran asiáticos, el 0.05% eran isleños del Pacífico, el 0.43% eran de otras razas y el 1.22% pertenecían a dos o más razas. Del total de la población el 0.8% eran hispanos o latinos de cualquier raza.